# Baynjiwayn
Baynjiwayn (kurdiska: Pêncwên, پێنجوێن, arabiska: پينجوین, kurdiska: Pênciwên, arabiska: بينجوين) är en distriktshuvudort i Irak. Den ligger i distriktet Penjwin District och provinsen Sulaymaniyya, i den nordöstra delen av landet, 290 km nordost om huvudstaden Bagdad. Baynjiwayn ligger 1 272 meter över havet och antalet invånare är 27 116.
Terrängen runt Baynjiwayn är kuperad. Runt Baynjiwayn är det ganska tätbefolkat, med 100 invånare per kvadratkilometer. Det finns inga andra samhällen i närheten. Trakten runt Baynjiwayn består till största delen av jordbruksmark.